# TSV Wismar
Der TSV Wismar war ein Fußballverein in Wismar. Er war Gründungsmitglied in der Gauliga Mecklenburg, einer der damals höchsten Ligen in Deutschland, und gehörte ihr in der Saison 1942/43 an.

## Geschichte
Zur Saison 1942/43 wurde die Gauliga Nordmark in drei neue Gauligen aufgeteilt, darunter auch die Gauliga Mecklenburg. Zu den Gründungsmitgliedern gehörte der TSV Wismar und dieser belegte in der Saison 1942/43 siebten Platz. Kriegsbedingt konnte der TSV Wismar den Spielbetrieb nicht aufrechterhalten und bildete deswegen mit dem MSV Tarnewitz die Kriegsspielgemeinschaft KSG TSV Wismar/MSV Tarnewitz. Die KSG nahm in der Saison 1943/44 an der Gauliga Mecklenburg teil. Später wurde die KSG wieder aufgelöst. Nach dem Zweiten Weltkrieg wurde der Verein auf den Beschluss der sowjetischen Besatzungsmacht aufgelöst.